# Кайседо, Маркос
Маркос Джексон Кайседо Кайседо (исп. Marcos Jackson Caicedo Caicedo ; родился 20 ноября 1991 года в Гуаякиль, Аргентина) — эквадорский футболист, полузащитник клуба «Гуаякиль Сити». Выступал в сборной Эквадора.

## Клубная карьера
Кайседо — воспитанник клуба «Эмелек». 22 июня 2007 года в матче против «Депортиво Асогуэс» он дебютировал за основной состав в эквадорской Примере. 22 июня 2008 года в поединке против «Универсидад Католика» Марксо забил свой первый гол за «Эмелек». В начале 2012 года Кайседо на правах аренды перешёл в «Эль Насьональ». 26 февраля в матче против «Индепендьенте дель Валье» он дебютировал за новую команду. 4 апреля в поединке против «Депортиво Кито» Маркос забил свой первый гол за «Эль Насьональ». После окончания аренды он вернулся в «Эмелек» и помог клубу выиграть чемпионат.
Летом 2014 года Кайседо перешёл в мексиканский «Леон». 20 июля в матче против столичной «Америки» он дебютировал в мексиканской Примере. 21 сентября в поединке против «Веракрус» Маркос забил свой первый гол за «Леон».
Летом 2015 года для получения игровой практики Кайседо на правах аренды перешёл в «Дорадос де Синалоа». 26 июля в матче против «Чьяпас» он дебютировал за новую команду. 27 сентября в поединке против «Толуки» Маркос забил свой первый гол за новую команду. В начале 2016 года Кайседо на правах аренды перешёл в «Минерос де Сакатекас». 9 января в матче против «Венадос» он дебютировал в Лиге Ассенсо.
Летом 2016 года Маркос вернулся на родину, на правах аренды став игроком «Барселоны». 24 июля в матче против своего бывшего клуба «Эль Насьональ» он дебютировал за новый клуб. В поединке против «Дельфина» Кайседо забил свой первый гол за «Барселону». В этом же сезоне Кайседо во второй раз стал чемпионом Эквадора. 15 марта 2017 года в матче Кубка Либертадорес против колумбийского «Атлетико Насьональ» он забил мяч.

## Международная карьера
В 2011 году Кайседо завоевал бронзовую медаль на молодёжном чемпионате Южной Америки в Перу. На турнире он сыграл в матчах против команд Уругвая, Парагвая, Боливии, Аргентины, Чили и дважды против Колумбии и Бразилии. В поединке против боливийцев Маркос забил гол.
В том же году Кайседо принял участие в молодёжном чемпионате мира в Колумбии. На турнире он сыграл в матчах против сборных Австралии, Испании, Коста-Рики и Франции.
11 ноября 2016 года в отборочном матче чемпионата мира 2018 против сборной Уругвая Кайседо дебютировал за сборную Эквадора. 23 февраля 2017 года в товарищеском матче против сборной Гондураса Маркос забил свой первый гол за национальную команду

### Голы за сборную Эквадора
| #   | Дата            | Место                             | Противник | Счёт | Результат | Соревнование      |
| --- | --------------- | --------------------------------- | --------- | ---- | --------- | ----------------- |
| 01. | 23 февраля 2017 | Джордж Кэпвелл, Гуаякиль, Эквадор | Гондурас  | 3:1  | 3:1       | Товарищеский матч |

## Достижения
Командные
 «Эмелек
- Чемпионат Эквадора по футболу — 2013

 »Барселона" (Гуаякиль)
- Чемпионат Эквадора по футболу — 2016